# Sportska dvorana Biljanini izvori
Sportska dvorana Biljanini izvori (mak. Спортска сала Билјанини Извори), višenamjenska je športska dvorana. Nalazi se u Ohridu, Sjeverna Makedonija. Dvorana je svečano otvorena u kolovozu 1998. godine i ima kapacitet od 4000 sjedećih mjesta za rukomet i 4500 za košarku. Koristi ju nekoliko rukometnih i košarkaških timova iz Ohrida. Bilo je to jedno od dva mjesta na kojima su igrane utakmice Europskog prvenstva u rukometu za žene 2008. godine.

## Značajni događaji
- Makedonski rukometni trofej (žene), kolovoz 1998.
- Europsko prvenstvo za mlade u košarci, srpanj-kolovoz 2000.
- Kvalifikacijski susreti muške i ženske košarkaške reprezentacije
- Europsko juniorsko prvenstvo u rukometu
- Balkansko policijsko prvenstvo
- Balkanski olimpijski dani mladih 2002.
- Profesionalni boksački mečevi
- Juniorsko rukometno prvenstvo za muškarce - 2007.
- Europsko prvenstvo u rukometu za žene 2008.

## Vanjske poveznice
- (makedonski) Službena stranica